# شتپنیتستال
شتپنیتستال (به آلمانی: Stepenitztal) یک شهر در آلمان است که در Grevesmühlen-Land واقع شده‌است. شتپنیتستال ۱٬۷۴۳ نفر جمعیت دارد.